# ماهی‌خورک نوارآبی
 ماهی‌خورک نوارآبی (نام علمی: Alcedo euryzona) نام یک گونه از تیره ماهی‌خورک‌های رودخانه‌ای است.